# Trachypodopsis auriculata
Trachypodopsis auriculata là một loài rêu trong họ Trachypodaceae. Loài này được (Mitt.) M. Fleisch. mô tả khoa học đầu tiên năm 1906.